# DeepC
Das DeepC (in englischer Aussprache Deep Sea: „Tiefsee“) ist ein wasserstoffbetriebenes, unbemanntes Unterwasserfahrzeug. Es hat zusätzlich einen Elektromotor, der Energie aus einer Brennstoffzelle bezieht. DeepC wurde zum ersten Mal 2004 eingesetzt. Das Projekt wurde vom deutschen Bundesministerium für Bildung und Forschung gegründet. Mittlerweile wurde das Projekt eingestellt.

## Technische Daten
Das DeepC hat ein Gewicht von 2,4 Tonnen. Es agiert in Tiefen von bis zu 4.000 Metern für 60 Stunden bei einer Geschwindigkeit von 4 bis 6 Knoten unabhängig von einem Schiff. Dabei bewältigt es Strecken von bis zu 400 km mit einem Ladegewicht von bis zu 300 kg.